# チリアナネズミ属
チリアナネズミ属（チリアナネズミぞく、Aconaemys）は、哺乳綱齧歯目ヤマアラシ形亜目ヤマアラシ顎下目デグー科に分類される属。

## 分布
アルゼンチンやチリなどに分布する。

## 種
- チリアナネズミ Aconaemys fuscus Waterhouse[1], 1841
- ポーターアナネズミ Aconaemys porteri Thomas,1917
- パタゴニアアナネズミ Aconaemys sagei Pearson, 1984